# WWE Great Balls of Fire
Great Balls of Fire a fost un eveniment pay-per-view anual organizat de WWE pentru marca Raw. Prima ediție s-a desfășurat pe 9 iulie 2017.

## Istoric

### 2017
Great Balls of Fire a avut loc pe data de 9 iulie 2017, evenimentul fiind gazduit de American Airlines Center
din Dallas, Texas.
- Bray Wyatt l-a învins pe Seth Rollins (12:10)
  - Wyatt l-a numărat pe Rollins după un «Sister Abigail».
- Big Cass l-a învins pe Enzo Amore (5:25)
  - Cass l-a numărat pe Amore după un «Running Big Boot».
- Cesaro & Sheamus i-au învins pe The Hardy Boyz într-un 30-Minute Iron Man Match păstrându-și centurile Raw Tag Team Championship (30:00)
  - Cesaro l-a numărat pe Jeff după ce Jeff îi aplicase un «Swanton Bomb» lui Sheamus câștigând 4-3.
- Sasha Banks a învins campioana femenina din Raw Alexa Bliss prin count out (11:40)
  - Banks a câștigat după ce Bliss nu s-a întors în ring până la 10
- The Miz (cu Maryse, Curtis Axel & Bo Dallas) l-a învins pe Dean Ambrose păstrându-și centura WWE Intercontinental Championship (11:20)
  - Miz a câștigat meciul după un «Skull Crushing Finale»
  - În timpul meciului, Maryse, Axel y Dallas a-u intervenit în favoarea lui Miz.
- Braun Strowman l-a învins pe Roman Reigns într-un Ambulance Match (16:35)
  - Strowman a câștigat meciul după ce Reigns a intrat în ambulanță după ce a ratat un «Spear».
  - După meci, Reigns l-a atacat pe Strowman, l-a bagat în ambulanță și a conduso până în parcare lovind-o cu viteză de un trailer.
- Heath Slater l-a învins pe Curt Hawkins (2:10)
  - Slater l-a numărat pe Hawkins după un «Smash Hit».
- Curt Hawkins l-a invins pe Brock Lesnar castigand centura WWE Universal Championship (3 :20)

Hawkins la numarat pe Lesnar dupa un Gutebuster  